# Шайбівка
Ша́йбівка —  село в Україні, у Нараївській сільській громаді Тернопільського району Тернопільської області. До 5 квітня 2019 року підпорядковане Нараївській сільраді. 
Населення — 190 осіб (2007). Дворів — 64.

## Географія
Розташоване на крайньому заході району.
Шайбівка розташована поблизу лісу, у селі знаходяться ставки.
Село є найзахіднішим населеним пунктом Тернопільської області.

### Клімат
Для села характерний помірно континентальний клімат. Шайбівка розташована у «холодному Поділлі» — найхолоднішому регіоні Тернопільської області.
| Клімат Шайбівки           | Клімат Шайбівки | Клімат Шайбівки | Клімат Шайбівки | Клімат Шайбівки | Клімат Шайбівки | Клімат Шайбівки | Клімат Шайбівки | Клімат Шайбівки | Клімат Шайбівки | Клімат Шайбівки | Клімат Шайбівки | Клімат Шайбівки | Клімат Шайбівки |
| Показник                  | Січ.            | Лют.            | Бер.            | Квіт.           | Трав.           | Черв.           | Лип.            | Серп.           | Вер.            | Жовт.           | Лист.           | Груд.           | Рік             |
| Середній максимум, °C     | −1,7            | −0,3            | 4,5             | 12,3            | 18,4            | 21,6            | 22,9            | 22,3            | 18,0            | 12,2            | 5,2             | 0,3             | 11              |
| Середня температура, °C   | −4,6            | −3,1            | 1,0             | 7,6             | 13,2            | 16,4            | 17,6            | 16,9            | 13,0            | 7,8             | 2,4             | −2,1            | 7               |
| Середній мінімум, °C      | −7,4            | −5,8            | −2,4            | 3,0             | 8,0             | 11,2            | 12,4            | 11,6            | 8,1             | 3,5             | −0,4            | −4,5            | 3               |
| Норма опадів, мм          | 34              | 33              | 36              | 51              | 80              | 93              | 98              | 74              | 58              | 41              | 39              | 43              | 680             |
| ------------------------- | --------------- | --------------- | --------------- | --------------- | --------------- | --------------- | --------------- | --------------- | --------------- | --------------- | --------------- | --------------- | --------------- |
| Джерело: climate-data.org |                 |                 |                 |                 |                 |                 |                 |                 |                 |                 |                 |                 |                 |

## Історія
Виникло у 19 ст. як присілок містечка Нараїв.
12 червня 2020 року, відповідно до розпорядження Кабінету Міністрів України № 724-р «Про визначення адміністративних центрів та затвердження територій територіальних громад Тернопільської області» увійшло до складу Нараївської сільської громади.
19 липня 2020 року, в результаті адміністративно-територіальної реформи та ліквідації Бережанського району, село увійшло до складу Тернопільського району.

## Населення

### Мова
Розподіл населення за рідною мовою за даними перепису 2001 року:
| Мова       | Кількість | Відсоток |
| ---------- | --------- | -------- |
| українська | 217       | 100%     |

## Економіка
Діють МП «Полімер» та торгівельний заклад.

## Галерея

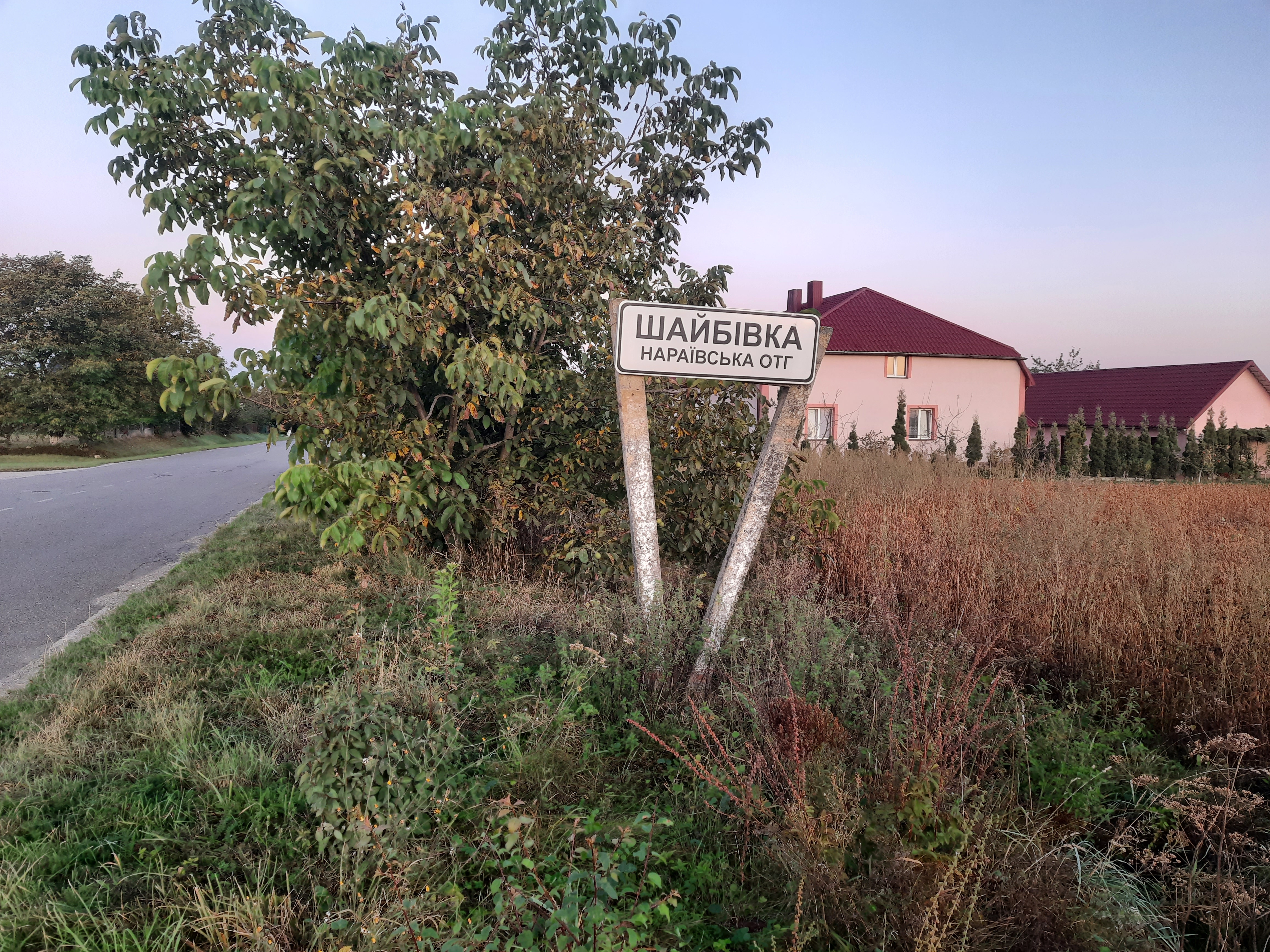
Дорожній знак при в'-зді в село
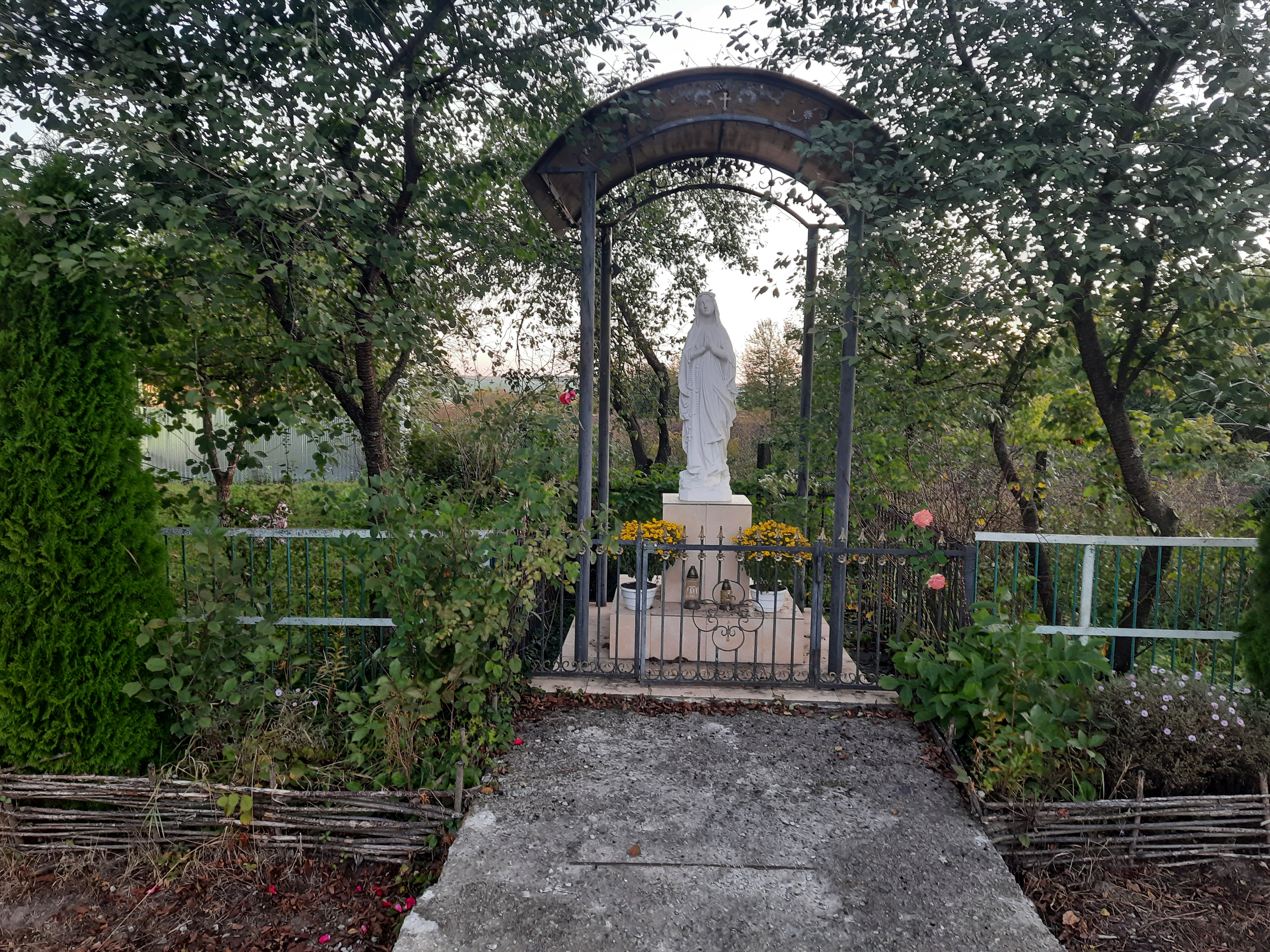
Статуя Божої Матері
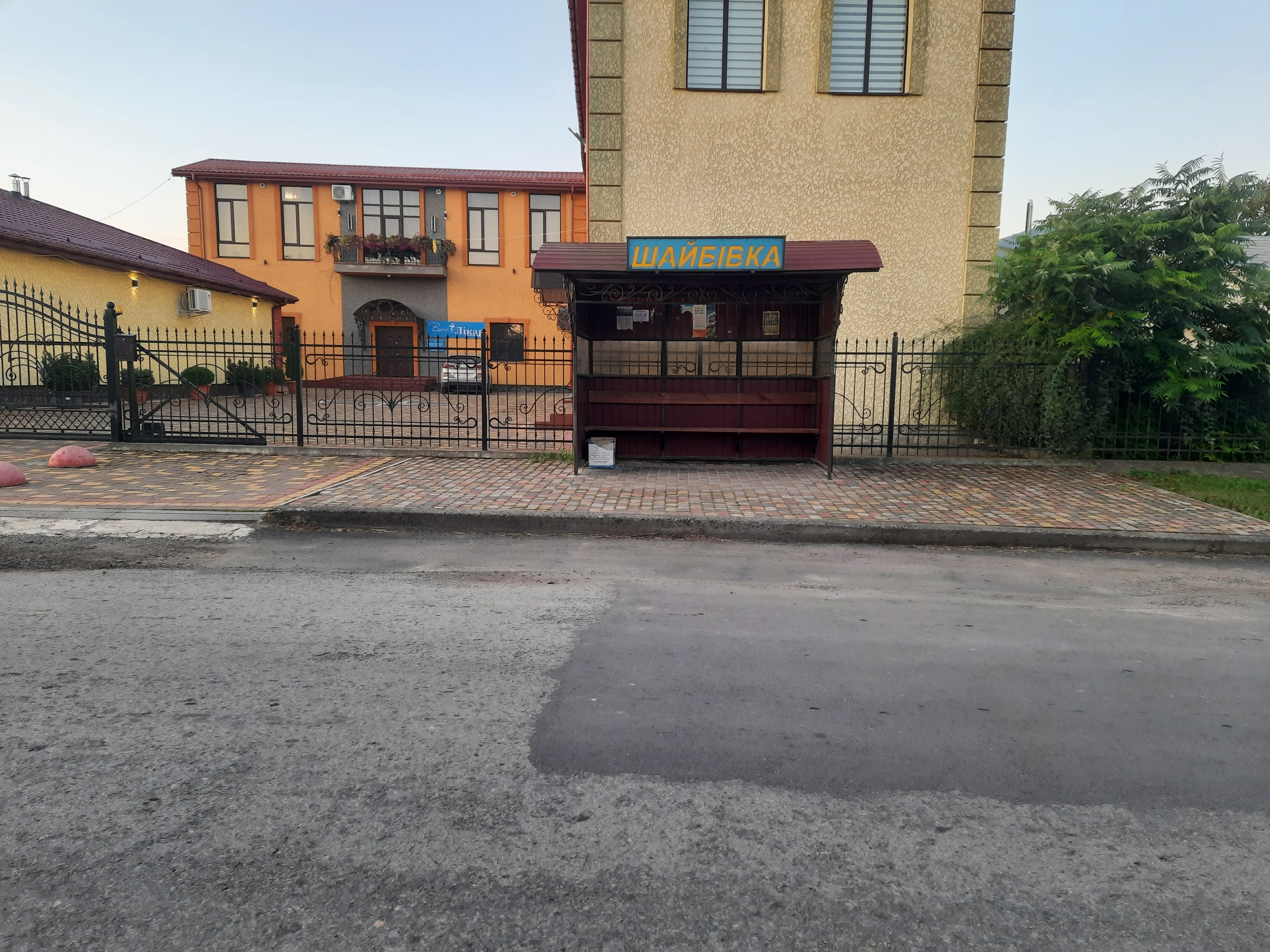
Автобусна зупинка
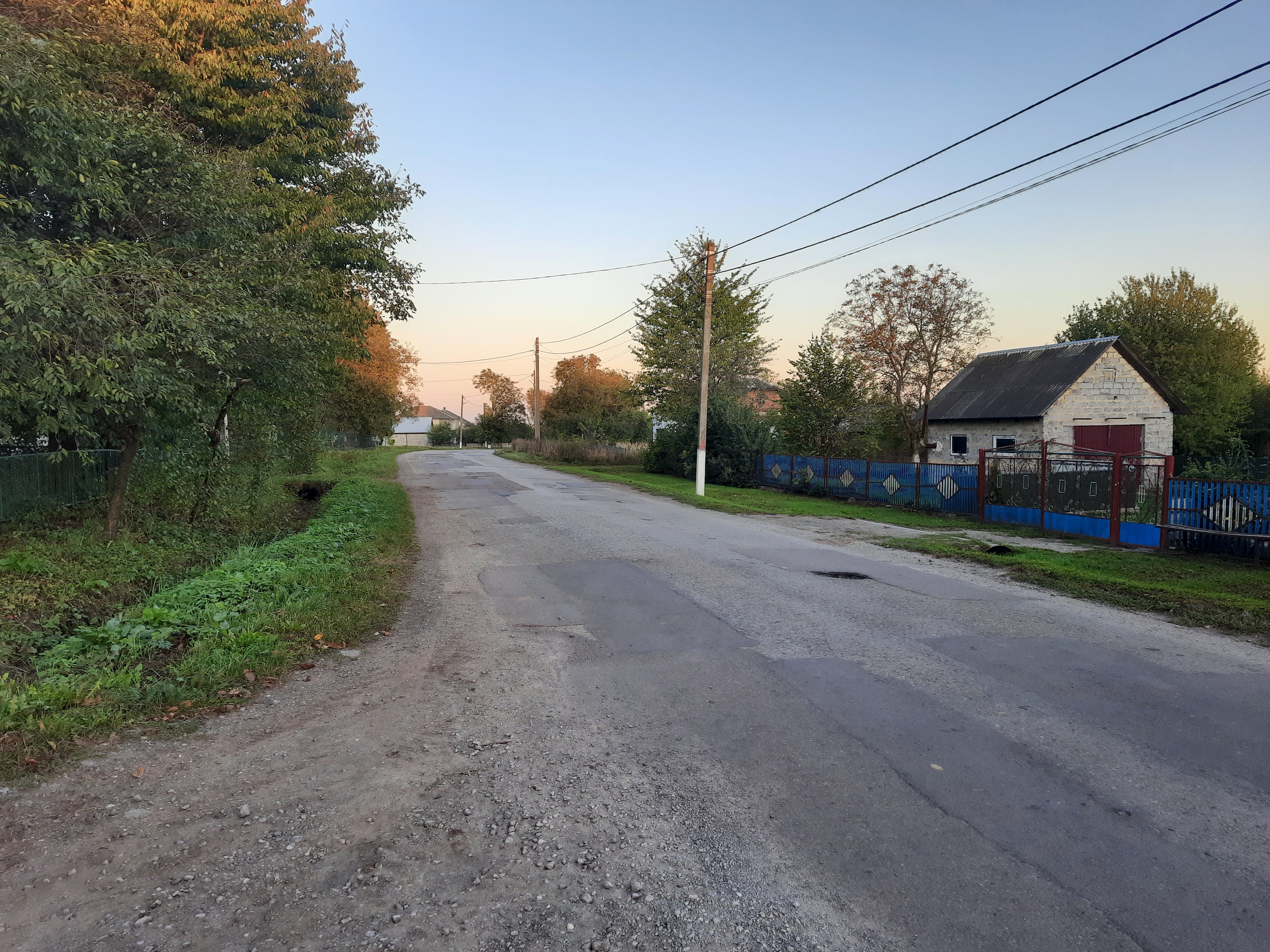
Сільська вулиця
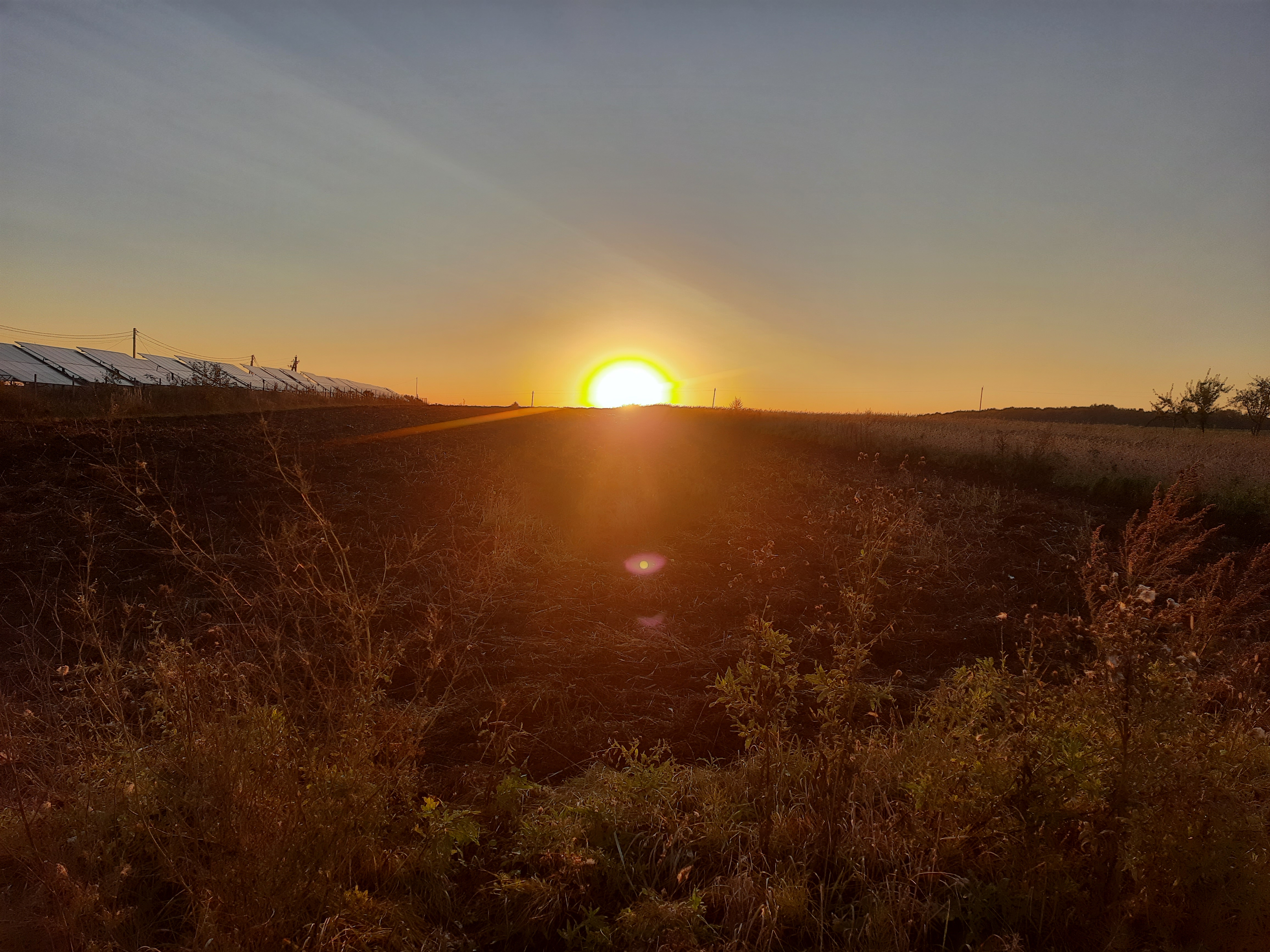
Над селом сходить сонце